# Tarjeta Interoperable de Transporte (TIT)
La Tarjeta Interoperable de Transporte (TIT) es un sistema de pago electrónico sin contacto que se utilizará en un futuro en el transporte público del área metropolitana de Lima, Perú, bajo administración de la Autoridad de Transporte Urbano para Lima y Callao (ATU). Se adelanto que se podrá utilizar en el Metropolitano, corredores complementarios y en el Metro de Lima y Callao (Línea 1 y Línea 2). Esta tarjeta tendrá un sistema de seguridad por los estándares de calidad, según la ATU. El objetivo de esta nueva modalidad de pago es que las personas puedan utilizar cualquier tipo de servicio de transporte en la ciudad y reducir el transporte informal que viene agobiando a cualquier momento del día. Se espera que este pase se pueda entregar en los próximos meses, cuando inicie la marcha operativa de pago del primer tramo de la Línea 2, para beneficiar a los ciudadanos que se transportan cada día.

## Características
Según lo indicado por Alonso Valentín, el subdirector de Integración y Gestión Tecnológica de la Dirección de Integración de Transporte Urbano y Recaudo de la ATU, esta tarjeta se estaría implementando de forma progresiva.
De acuerdo a lo informado por la Autoridad de Transporte Urbano para Lima y Callao (ATU), estos son los beneficios que brindará la "Tarjeta Interoperable de Transporte (TIT)" de la ATU:
- Tarjetas especializadas (público en general, policía, discapacitados, bomberos, escolares, universitarios, empleados y operadores, entre otros).[5]
- Única forma de pago para utilizar los servicios de transporte de la ATU[5] (transporte concesionado de administración estatal).
- Recargas de saldo a cualquier momento del día.[5]
- Memoria interna que almacenará los datos de operaciones de validación[5] -

Mediante una resolución de directorio publicada en el diario El Peruano, se explica que esta nueva versión de TIT posee un número de serie único y claves de seguridad encriptadas. Además, tiene implementada una tecnología de validación sin contacto (de hasta 10 centímetros de distancia del validador).[cita requerida]
Está preparada para operar hasta por 10 años (o hasta un total de 500,000 ciclos de escritura), detalla la resolución que lleva la firma del director de la Dirección de Integración de Transporte Urbano y Recaudo, José Solís Valencia.
La memoria interna de la tarjeta permite grabar y almacenar una serie de datos sobre el uso de la tarjeta para operaciones de validación y recarga, así como sobre el perfil del usuario de dicha tarjeta -
Asimismo, en su parte frontal la tarjeta tiene seis variantes en el rotulado y diseño de acuerdo con los 14 perfiles de usuarios, como adulto, universitario, escolar, policías, bomberos, entre otros.
A fines de mayo del 2023, el Ministerio de Transportes y Comunicaciones del Perú informó que, a través de la ATU, se encontraba trabajando en la adquisición de 40 mil tarjetas TIT para iniciar la marcha blanca de la Línea 2 del Metro de Lima y Callao, con el cual se podrá poner en marcha, en el tercer trimestre de 2023, la etapa 1A del primer tren subterráneo del país.
Además, se contempló implementar una tecnología de validación sin contacto de hasta 10 centímetros de distancia del validador.
Asimismo, en su parte frontal la tarjeta tiene seis variantes en el rotulado y diseño de acuerdo con los 14 perfiles de usuarios, como adulto, universitario, escolar, policías, bomberos, entre otros.
Asimismo, el subdirector de Integración y Gestión Tecnológica de la Dirección de Integración de Transporte Urbano y Recaudo de la ATU, detalló que se viene promoviendo y analizando el uso de otros medios de pago (tarjetas bancarias o billeteras digitales).
Según el Ministerio de Transportes y Comunicaciones (MTC), detalló que esta tarjeta estará disponible totalmente para el 2024, inicialmente el uso será para los medios mencionados, pero se buscará la opción para que pueda ser usado en el transporte público convencional.
La ATU resaltó que contar con alternativas electrónicas al uso de efectivo tiene múltiples beneficios, como un mejor control de los ingresos de parte de los operadores.
Posteriormente, se conoció que esta tarjeta tendría un costo de 7.50 soles y podrá recargarse con otros aplicativos bancarios y se obtendrá en 2025.

### Otras tarjetas de transporte de la región
- Bip!
- SUBE
- Billete Único
- Cívica
- TuLlave
- Tarjeta de Movilidad Integrada